# Лахнелла
Лахнелла (Lachnella) — рід грибів родини Niaceae. Назва вперше опублікована 1835 року.

## Опис
Крихітні плодові тіла (близько 2 мм в поперечнику) мають форму чашки або диска і мають щільні краї з довгими білими волосками. Вони можуть мати дуже коротку ніжку, але, як правило, вона взагалі відсутня. Їх можна зустріти цілий рік на паличках, стеблах, а іноді і на корі. Вони стійкі до висихання, згортаючись у міцну закриту кульку, щоб захистити спороносну поверхню, коли настає суха погода.

## Поширення та середовище існування
В Україні зустрічаються лахнелла біло-лілова (Lachnella alboviolascens) та лахнелла ворсиста (Lachnella villosa).